# HK Trnava
A HK Trnava egy szlovák jégkorongcsapat Nagyszombaton. A klub a harmadosztályú 2. hokejová liga nyugati csoportjában játszik. Az otthoni mérkőzéseit a Nagyszombati jégcsarnokban játssza.

## Története
A klubot 2024-ben alapították, a 2025-26-os szezontól kezdődően játszik a harmadosztályú 2. hokejová ligában.